# Osteopilus marianae
Espèce
Synonymes
- Hyla marianae Dunn, 1926

Statut de conservation UICN

 EN B1ab(iii) : En danger
Osteopilus marianae est une espèce d'amphibiens de la famille des Hylidae.

## Répartition
Cette espèce est endémique de la Jamaïque. Elle se rencontre entre 120 et 880 m d'altitude,.

## Étymologie
Dunn a toujours refusé catégoriquement de dire à qui Marian se référait.

## Publication originale
- Dunn, 1926 : The frogs of Jamaica. Proceedings of the Boston Society of Natural History, vol. 38, p. 111-130.